# Erblichia berneriana
Erblichia berneriana là một loài thực vật có hoa trong họ Lạc tiên. Loài này được (Tul.) Arbo mô tả khoa học đầu tiên năm 1979.